# Za svou pravdou stát
Za svou pravdou stát je osmé studiové album české hudební skupiny Spirituál kvintet, vydané v roce 1990.
Album také vyšlo v roce 1992 v reedici u hudebního vydavatelství Panton.

## Seznam skladeb
| Pořadí         | Název                    | Délka |
| -------------- | ------------------------ | ----- |
| 1.             | Za svou pravdou stát     | 2:35  |
| 2.             | Už nechci se vdát        | 4:32  |
| 3.             | Beránek a vlk            | 1:52  |
| 4.             | V dobrým i zlým          | 2:53  |
| 5.             | Fi‑li‑mi                 | 2:28  |
| 6.             | Hallelu                  | 3:43  |
| 7.             | Margot                   | 1:22  |
| 8.             | Meč v ruce mám           | 3:40  |
| 9.             | Autobusy přijíždějí      | 2:53  |
| 10.            | Děti jdou, kam je pošlou | 2:22  |
| 11.            | Už se nám čas krátí      | 4:21  |
| 12.            | Mirelaridon              | 1:15  |
| 13.            | Loď dětí                 | 2:29  |
| 14.            | Chvíle nadějí            | 2:00  |
| 15.            | Farao                    | 3:49  |
| 16.            | Až se k nám právo vrátí  | 2:24  |
| Celková délka: | Celková délka:           | 44:38 |